# Rosarte Chor
Rosarte ist ein Kinderchor der Stadt Athen und ein Chor der griechischen Rundfunkgesellschaft. Er gehört seit Februar 2008 zu den Musikensembles der Stadt Athen.
2011 trug er zur Eröffnungsfeier der Special Olympics 2011 die griechische Nationalhymne vor.
Rosarte wurde 2008 mit 240 Mitgliedern zwischen 6 und 19 Jahren unabhängig.

## Lehrer
- Rosie Masstrovava (Maestro)[4][5]
- Olga Alexopoulou (Professor für Stimme)[6]
- Jenny Sulkouki (Pianistin)[7]
- Myrto Akribo (Pianist)[8][9]
- Mariza Vamvoulis (Professor für Stimme)[10][11]
- Maria Lampidoni (Professor für Stimme)[12]
- Rea Karageorgiou (Erzieher / Psychotherapeut)[13]